# Дипломатична розвідка
Дипломатична розвідка — розвідувальна діяльність, здійснювана дипломатичними відомствами в інтересах держави або організації, які вони представляють.
Особливий вид легальної стратегічної розвідки, яка передбачає збір відомостей у політичній, економічній, соціальній та військовій сферах країни, де акредитовано дипломатичне представництво.
Відомості, отримані дипломатичною розвідкою, впливають на вироблення політики держави. Дипломатична розвідка є найважливішим каналом легального отримання різноманітної інформації про країну, де перебувають дипломатичні представництва — посольства та консульства.
Збір, систематизація та первинний аналіз розвідувальної інформації, зібраної за допомогою дипломатичної діяльності ставиться в обов'язок дипломатичним представникам і має характер регулярних щоденних, щотижневих та інших хронологічно обумовлених звітів з країни перебування. важливим компонентом дипломатичної розвідки є особистий аналіз отриманих відомостей, здійснюваний дипломатичним представником безпосередньо в країні перебування, як реакція на поточний стан справ в розвідувальній сфері — політиці, економіці, соціальному становищі та інших сферах, що становлять інтерес для держави або організації, що розмістила дипломатичне представництво. Зазвичай, всередині дипломатичного представництва традиційно розвідувальні функції діляться між чиновниками цивільного відомства та військовим аташе, який є кадровим офіцером армії, авіації або флоту. Отже, військовий аташе здійснює розвідувальну діяльність в інтересах військового відомства та зосереджує зусилля на розвідуванні військового потенціалу країни перебування.
Дипломатичні канали нерідко використовуються протиборчою стороною для дезінформації супротивника.
В Україні дипломатичну розвідку здійснює Міністерство закордонних справ. Через аташат — Корпус військових аташе, куди можуть входити представники родів військ — військово-дипломатичну розвідку в своїх цілях здійснюють військові відомства, часто — генеральні штаби збройних сил.

## Мета дипломатичної розвідки
В області розвідувальної діяльності метою дипломатії є легальна зовнішня політична розвідка. Дипломатія традиційно здійснює політичну розвідку за межами своєї країни в силу обов'язків, що надаються їй державою, та історично сформованих норм міжнародного права. Більше того, дипломатія сама є найважливішим та невід'ємним елементом архітектури сучасної держави, який бере участь у формуванні національної політики, в тому числі і на основі зовнішньополітичної інформації, одержуваної дипломатичними каналами. Традиційно та виправдано дипломат з культурної та етичної точок зору ніколи не позначається як розвідник. Бо широка поінформованість та глибокі пізнання в області політичного життя держави, де акредитований та перебуває дипломат, є його прямим цивільним та службовим обов'язком.

## Особи, які здійснюють дипломатичну розвідку
Особи, що здійснюють дипломатичну розвідку:
- Дипломати цивільного відомства, зазвичай кадрові співробітники міністерства закордонних справ;
- Аташе або військові дипломати, зазвичай офіцери Генерального штабу або аналогічного військового відомства;
- Співробітники спеціалізованих розвідувальних структур, що працюють під «дипломатичним прикриттям»;
- Особи, які отримали особливий дипломатичний статус в країні перебування, як, наприклад, «особистий посланець» або «представник президента» або уряду.